# Flávio Donizete
Flávio Donizete da Costa, mais conhecido como Flávio Donizete (Itapecerica da Serra, 16 de janeiro de 1984) é um ex-futebolista brasileiro, que atuava na posição de zagueiro. Seu último clube foi a Portuguesa de Desportos.

## Carreira
Flávio Donizete foi revelado pelo São Paulo, e subiu para o profissional do clube em 2004. No ano seguinte ele foi reserva nas campanhas dos títulos do Campeonato Paulista e da Copa Libertadores. Sua passagem pelo São Paulo ficou marcada em duas ocasiões no Campeonato Brasileiro de 2005: a primeira em uma partida contra o Cruzeiro, onde Flávio marcou o seu primeiro gol profissional, ajudando na vitória por 3–1; e a segunda em uma partida contra o Santos, onde Flávio começou como titular, mas foi expulso com menos de um minuto em campo após um carrinho em um jogador adversário. No fim do ano entretanto, se sagrou campeão mundial pelo São Paulo, após ser inscrito no Campeonato Mundial de Clubes da FIFA de 2005 de última hora, após uma lesão do meia Leandro Bonfim. Nos anos seguintes passou a ser emprestado, tendo passagens por Portuguesa, América de Rio Preto, Atlético de Alagoinhas e em 2009 foi para o Nacional de Manaus. Após o fim do seu contrato no São Paulo, Flávio buscou um novo clube, mas acabou sofrendo uma série de lesões que lhe deixou muito tempo parado. Durante esse período, o jogador passou a usar drogas como a cocaína, e se tornou um dependente químico. Retomou a carreira em 2015 ao acertar com o Taboão da Serra, mas seu problema com as drogas o impediu de atuar. 
Seu problema de dependência foi a público em 2018 quando Flávio aceitou participar do programa Domingo Show da Rede Record, onde foi ajudado pelo apresentador Geraldo Luís a tentar se livrar das drogas indo para a reabilitação e retomar a sua carreira. Após cinco meses de tratamento, Flávio recebeu alta e em 2019 voltou ao futebol ao acertar retorno a Portuguesa.

## Títulos
São Paulo
- Campeonato Paulista: 2005[2]
- Campeonato Mundial de Clubes da FIFA: 2005[3]
- Copa Libertadores da América: 2005